# 스즈키 간타로
스즈키 간타로(일본어: 鈴木貫太郎, 1868년 1월 18일 ~ 1948년 4월 17일)는 일본의 해군 군인이자 정치인이다. 연합 함대 사령장관, 해군 군령 부장 등을 역임하였고, 1945년 4월부터 태평양 전쟁의 일본의 항복 직후까지 제42대 내각총리대신을 지냈다. 에도 시대에 태어난 마지막 내각총리대신이기도 하다.
퇴역 이후에는 천황의 측근인 시종장으로 근무하다가 2.26 사건때는 과격 청년 장교들의 암살 표적이 되어 총상을 입기도 했으나 간신히 목숨을 건졌다.

## 종전의 주도자
1945년 4월 7일 오키나와 함락 이후 고이소 구니아키가 사임한 이후 그는 77세의 나이로 수상에 올랐다. 그는 전황이 기울었음을 느끼고 소련의 중재를 통한 종전을 모색하였다. 그러나 히로시마와 나가사키에 원폭이 투하되고, 소련이 불가침 조약을 파기하고 대일전에 참전하자, 일본에게 무조건 항복을 요구한 포츠담 선언의 수용이 불가피함을 각의를 통해 밝혔다. 그는 이를 정리하여 이미 무조건 항복을 수용하려던 쇼와 천황에게 상신했고 히로히토는 이에 동의하였다.
그러나 전쟁의 계속을 주장하는 일부 청년 장교들은 이에 반발하였다. 그리하여 포츠담 선언을 수용하여 쇼와 천황의 육성 방송 전인 8월 15일 새벽 그를 암살하려는 쿠데타 음모가 있었으나, 관저에 들어오지 않아 암살 음모를 피하였다.
항복이 공포된 이후 그는 사임했고 히가시쿠니노미야 나루히코 왕이 차기 총리로 취임, 이후 1948년 자연사했다. "군인은 정치에 관여하면 안된다"라는 말을 남기기도 하였다.

## 같이 보기
- 스즈키 간타로 내각